# Kościół Matki Bożej Loretańskiej w Wawrzyszowie
Kościół Matki Bożej Loretańskiej – rzymskokatolicki kościół filialny w miejscowości Wawrzyszów (województwo dolnośląskie). Świątynia należy do parafii Matki Bożej Różańcowej w Gnojnej w dekanacie Grodków, diecezji opolskiej. Dnia 14 lipca 2008 roku, pod numerem A/1073 kościół został wpisany do rejestru zabytków województwa dolnośląskiego.

## Historia kościoła
Kościół został wybudowany w XVI wieku. W 1817 i 1925 roku przebudowany. Do 1945 roku była to świątynia obrządku ewangelicko-augsburskiego. Po zakończeniu II wojny światowej przeszła w ręce katolików. Jest to budowla kamienna, orientowana, jednonawowa z wieżą od strony zachodniej. Wokół kościoła znajdują się pozostałości po cmentarzu ewangelickim, w postaci zniszczonych płyt nagrobnych.